# Marines (Hiszpania)
Marines – gmina w Hiszpanii, w prowincji Walencja, we wspólnocie autonomicznej Walencja, o powierzchni 35,72 km². W 2011 roku liczyła 1850 mieszkańców.